# Крюденер-Струве, Александр Амандович
Барон Александр Амандович Крюденер-Струве (24 августа 1864 — 22 декабря 1953) — российский политик и предприниматель, член Государственной думы Российской империи I и III созывов от Московской губернии.

## Биография
Сын баронессы Аннетты Вильгельмины фон Крюденер (урождённой Мориц, 1838—1915) и её первого мужа барона Густава фон Крюднера (1829—1869). Был усыновлён вторым мужем матери, выдающимся инженером Амандом Струве. Отец музыковеда Бориса Струве.
Учился в Императорском училище правоведения. Не окончив курса, получил затем инженерное образование в Германии. С 1886 года работал инженером на Коломенском машиностроительном заводе, которым управлял его отчим. После смерти Аманда Струве в 1898—1902 годах — директор-распорядитель завода, затем в 1903—1910 годах — член правления. В 1910 году возглавил правление новосозданного Нефтепромышленного общества «Чаркен», добывавшего и перерабатывавшего нефть на острове Челекен (ныне Туркменистан).
С 1894 года — гласный Коломенского уездного и Московского губернского земских собраний, в 1902—1905 годах — коломенский уездный предводитель дворянства. Был делегатом первого и второго съездов партии Союз 17 октября, с 1908 года — член её Центрального комитета. Депутат Государственной Думы первого и третьего созывов, входил в парламентскую фракцию Союза 17 октября.
После Октябрьской революции принял участие в Белом движении. Командование Северо-западного корпуса в 1918 году, командование Северо-западной армии в 1919 году назначали его гражданским губернатором Пскова.
В дальнейшем прожил около четверти века в Берлине. В 1946 г. он переехал во Францию, где и оставался до конца жизни.

## Семья
- Первая жена — Елена, урождённая Гюлькевич (1871—?)[1]
- Вторая жена — Екатерина Лидия, урождённая фон Струве (1876, Москва — 1929, Ленинград), дочь Густава Егоровича фон Струве (брата приёмного отца мужа) и Ольги урождённой фон Дризен (Driesen).
  - Сын — Борис (1897—1947)
  - Сын — Георгий (1899—?)
  - Сын — Дмитрий (1903—1937), был арестован  по обвинению в контрреволюции, в 1937 году арестован в очередной раз, приговорен к ВМН и расстрелян[2][3]
  - Сын — Александр (1903—?)

### Рекомендованные источники
- Государственная дума Российской империи: 1906—1917. / Б. Ю. Иванов, А. А. Комзолова, И. С. Ряховская. — М.: РОССПЭН, 2008. — С. 582.
- Боиович М. М. Члены Государственной думы (Портреты и биографии). Первый созыв. — М., 1906. — С. 191.
- Первая Государственная Дума. Алфавитный список и подробные биографии и характеристики членов Государственной Думы. — М.: Тип. Товарищества И. Д. Сытина, 1906. — 175 с.
- Государственная Дума первого призыва. Портреты, краткие биографии и характеристики депутатов. — М.: «Возрождение», 1906. — C. 112.
- Боиович М. М. Члены Государственной думы (Портреты и биографии). Третий созыв. — М.: Тип. Товарищества И. Д. Сытина, 1909. — С. 185.
- 3-й созыв Государственной Думы: портреты, биографии, автографы. — СПб.: издание Н. Н. Ольшанскаго, 1910. — Табл. 27.
- Немцы России. Энциклопедия. — Т. 1—4. — М., 1999—2006.
- РГИА. — Ф. 1278. — Оп. 1 (1-й созыв). — Д. 53. — Л. 38; Оп. 9. — Д. 405; Ф. 1327. — Оп. 1. 1905 год. — Д. 141. — Л. 20.